# Toupet
Pour les articles homonymes, voir Toupet (homonymie).
Toupet est une série de bande dessinée humoristique créée dans le journal Spirou no 1444 du 16 décembre 1965 par Christian Godard, la série rapidement arrêtée en 1966 après deux récits est relancé dans le Spirou no 2587 du 10 novembre 1987 par Christian Godard au scénario et Albert Blesteau au dessin. Environ trois cents histoires en ont été réalisées jusqu'à son arrêt en 2004.

## Description

### Synopsis
La série met en avant les aventures d'un petit garçon appelé Toupet, âgé d'un an, qui se plaît à faire des bêtises et prononce systématiquement le mot « nan ».

### Personnages
- Robert Dubois ou Monsieur Dubois : le père de Toupet, qui présente la particularité d'être blond comme lui. Il travaille dans un bureau en tant qu'architecte. Robert est parfois irresponsable et ne s'entend pas toujours très bien avec les parents de sa femme. Il lui arrive même de la contester de temps en temps.
- Hélène Dubois ou Madame Dubois : la mère de Toupet, apparaissant dans les premiers albums comme simple femme au foyer. Attentionnée envers son fils, il lui arrive parfois de le négliger.
- Toupet : Il est le héros de cette série, mais n'est qu'un enfant espiègle et ne faisant pas toujours preuve d'une grande sagesse. Néanmoins, il semble très observateur et méfiant (dans un gag du quatrième tome, les parents doivent se rendre à une soirée mais ne peuvent pas l'emmener ; Robert fait remarquer à Hélène que Toupet se doutera de quelque chose s'il dîne plus tôt, mais celle-ci lui dit qu'elle a ajouté un calmant dans la bouillie de son fils). Il dit souvent « Nan » et aurait un faible pour les marteaux-piqueurs et joue souvent avec un marteau.
- Le grand-père (à partir du tome 6) : il s'agit du grand-père d'Hélène, particulièrement capricieux et amateur de crèmes renversées. Il vient vivre chez les Dubois. Il déteste Toupet qui le lui rend bien, et il apprécie beaucoup Coraline, la baby-sitter de Toupet.
- Coraline (à partir du tome 7) : c'est une jeune fille au pair que les Dubois engagent pour s'occuper de Toupet.
- Germaine et Joseph, les voisins et Binette : Binette est la chienne de Joseph et Germaine, les voisins des Dubois. Elle pourrait être considérée comme la meilleure amie de Toupet, voire comme une baby-sitter. Germaine et Joseph, les maîtres de Binette sont parfois victimes des frasques de leurs voisins.

### Personnages Récurrents
- Le docteur : il est fréquemment dérangé pour un oui ou pour un non par les Dubois qui s'inquiètent souvent pour rien de ce que leur fils aurait pu attraper. Lorsque les Dubois l'appellent, il est souvent en train de s'occuper de patients asthmatiques ou de femmes dénudées.
- Le Patron de Robert
- Angelo : enfant particulièrement désagréable, qui ne fait que poser des questions.
- Gonzague : particulièrement pénible, un grand amateur de blagues.
- Les Parents d'Hélène
- Rosistine : la nourrice d'Hélène.
- Mélanie : une femme que Robert ne peut pas supporter.
- Coraline : une jeune femme habitant dans le même quartier que les Dubois, elle est engagée régulièrement comme baby-sitter par les parents de Toupet pour s'occuper de leur bébé, qu'elle adore.

## Publications en français

### Revues
La série a été publiée dans le Spirou entre 1965 et 2004 et a connu une longue interruption entre 1966 et 1987.

### Albums
- 1 Toupet frappe toujours deux fois, Dupuis, 1989
Scénario : Christian Godard - Dessin : Albert Blesteau
- 2 Toupet casse la baraque, Dupuis, 1989
Scénario : Christian Godard - Dessin : Albert Blesteau
- 3 Toupet crève l'écran, Dupuis, 1990
Scénario : Christian Godard - Dessin : Albert Blesteau
- 4 Toupet pulvérise l'obstacle, Dupuis, 1992
Scénario : Christian Godard - Dessin : Albert Blesteau
- 5 Toupet attaque à l'aube, Dupuis, 1993
Scénario : Christian Godard - Dessin : Albert Blesteau
- 6 Toupet fait sauter les plombs, Dupuis, 1994
Scénario : Christian Godard - Dessin : Albert Blesteau
- 7 Toupet terrasse l'adversaire, Dupuis, 1995
Scénario : Christian Godard - Dessin : Albert Blesteau
- 8 Toupet brise les cœurs, Dupuis, 1996
Scénario : Christian Godard - Dessin : Albert Blesteau
- 9 Toupet fait tout sauter, Dupuis, 1997
Scénario : Christian Godard - Dessin : Albert Blesteau
- 10 Toupet martyrise les tympans, Dupuis, 1998
Scénario : Christian Godard - Dessin : Albert Blesteau
- 11 Toupet ébranle le système, Dupuis, 1999
Scénario : Christian Godard - Dessin : Albert Blesteau
- 12 Toupet brûle d'impatience, Dupuis, 2000
Scénario : Christian Godard - Dessin : Albert Blesteau - Couleurs : Studio Leonardo
- 13 Toupet déclenche une tornade, Dupuis, 2001
Scénario : Christian Godard - Dessin : Albert Blesteau - Couleurs : Studio Leonardo
- 14 Toupet sabote l'autorité, Dupuis, 2002
Scénario : Christian Godard - Dessin : Albert Blesteau - Couleurs : Studio Leonardo
- 15 Toupet cravache sa monture, Dupuis, 2003
Scénario : Christian Godard - Dessin : Albert Blesteau - Couleurs : Studio Leonardo
- 16 Toupet massacre la partition, Dupuis, 2004
Scénario : Christian Godard - Dessin : Albert Blesteau - Couleurs : Studio Leonardo
- 17 Toupet en prend pour perpète, Dupuis, 2005
Scénario : Christian Godard - Dessin : Albert Blesteau - Couleurs : Studio Leonardo
- 18 Strike à mort, Dupuis, 2007
Scénario : Christian Godard - Dessin : Albert Blesteau - Couleurs : Studio Leonardo

#### Publicitaire
- 0 Toupet en tient une couche, Dupuis, offert par pampers, 1992
Scénario : Christian Godard - Dessin : Albert Blesteau

### Documentation

#### Ouvrage
- Patrick Gaumer, « Toupet », dans Dictionnaire mondial de la BD, Paris, Larousse, 2010 (ISBN 9782035843319), p. 863.

#### Internet
- Les parutions de Toupet dans le Spirou